# Künstlername (Ostasien)
Künstlernamen (chinesisch 號 / 号, Pinyin hào; japanisch: gō; koreanisch: ho; vietnamesisch: hiệu) sind Bezeichnungen für das Pseudonym von Künstlern aus Ostasien. Der Begriff und die Idee, einen Künstlernamen für Werke zu verwenden, kommt ursprünglich aus China und wurde rasch von Kunstschaffenden und Literaten in anderen ostasiatischen Ländern, vorrangig in Japan und Korea, übernommen. 
Einige Künstler legten sich im Verlaufe ihres Lebens mehrere Künstlernamen zu. In manchen dieser Fälle markierten die Namen unterschiedliche Abschnitte in ihrem Leben oder ihrer Karriere. So nahm Tang Yin aus der chinesischen Ming-Dynastie insgesamt mehr als zehn Künstlernamen an. In Japan stellt der Ukiyo-e-Künstler Katsushika Hokusai ein typisches Beispiel dar, da er allein in der Zeit von 1798 bis 1806 sechs verschiedene Künstlernamen verwendete.

## Schulen und Künstlertitel
Chinas bekannter Dichter Li Bai aus der Tang-Dynastie im 8. Jahrhundert n. Chr. war der Erste, der diese Form des Pseudonyms benutzte.
Im Japan der Edo-Zeit erhielten die Holzschnittkünstler des Ukiyo-e sowie auch die Künstler anderer Stilrichtungen ihren ersten Künstlernamen (Gō) von ihrem jeweiligen Lehrmeister, wobei dieser Gō üblicherweise ein Schriftzeichen aus dem Gō des Lehrmeisters enthielt. So lautete Hokusais erster Künstlername Shunrō, das Schriftzeichen shun stammt aus dem Namen seines Meisters Katsukawa Shunshō.
Auf diese Weise ist es leicht möglich, die Beziehungen der Künstler untereinander festzustellen, besonders, weil es in den späteren Jahren vor allem in der Utagawa-Schule Brauch wurde, die erste Silbe im Namen des Schülers der letzten Silbe im Namen des Meisters entsprechen zu lassen. Beispielsweise hatte der bekannte Landschaftskünstler Utagawa Hiroshige einen Meister mit dem Gō Utagawa Toyohiro.
Außerhalb der renommierten Malschulen der Kanō und Tosa war es in Japan unüblich, zum Künstlernamen den Namen der Schule hinzuzufügen. Häufig dagegen wurden weitere, sich vom Künstler selbst gegebene Künstlernamen dem ersten beigefügt; z. B. signierte Utagawa Kunisada seine Arbeiten lange Zeit unter anderem mit „Gototei Kunisada“ oder mit „Kōchōrō Kunisada“.